# Berdiansk
Berdiansk (ucraïnès: Бердя́нськ, rus: Бердя́нск) és una ciutat d'importància regional de l'óblast de Zaporíjia al sud-est d'Ucraïna. És el centre administratiu del raion de Berdiansk i està situada a la costa nord de la Mar d'Azov. Des del 2022 la ciutat està sota control de facto de Rússia.
Berdiansk és coneguda a Ucraïna, pel seu port marítim i la seva indústria. És també una destinació turística de salut pels seus banys de fang i tractaments climàtics.

## Geografia

### Clima
El clima de la costa de l'Azov és únic: l'estiu és calent i sec, l'hivern és suau i càlid.
El complex turístic està situat al llarg de la costa de Berdiansk, a la part oriental del golf de Berdiansk del mar d'Azov. La temperatura de l'aigua de mar de Berdiansk és més alta que la de la costa del mar Negre de Crimea i el Caucas. Ja al maig, l'aigua s'escalfa fins als 22 graus, i al juny arriba als 30 graus Celsius.

### Medi ambient
La zona és una reserva natural protegida. L'objecte bàsic de protecció és una llengua de terra que separa el golf de Berdiansk del Mar d'Azov.
La flora és molt variada. Es poden trobar més 300 espècies de plantes, algunes de les quals estan incloses a la Llista Vermella de la UICN (per exemple Carex colchica, Eryngium maritimum, Glycyrrhiza glabra). La coberta vegetal, bàsicament, està formada per plantes amb sistema radicular potent i tipus estepari.
La fauna del territori també ofereix una gran varietat. S'hi troben representats mamífers, aus, insectes i rèptils. Al seu territori hi viuen llebres, eriçons, martes, guineus, mosteles, gats de l'estepa. Aquí és possible trobar una gran quantitat d'aus: escolopàcids, limícoles, cignes, bernats, ànecs, garses, gavines, corbs marins, tallarols, fredelugues, oques de coll roig, cignes muts, etc. El seu nombre sembla més gran quan alcen el vol.
Les illes Dzendzik (la Gran Dzendzik i la Petita Dzendzik), illes de l'arxipèlag d'Astapih - serveixen com a localització bàsica de les aus. La ictiofauna també presenta força varietat. Al mar hi viuen més de 70 espècies de peixos diferents entre ells diverses espècies d'esturions (esturió beluga, esturió sevruga), diverses espècies de gòbids, el turbot d'Azov, la llisa i altres mugílids, la kilka, anxoves, paneroles de mar, la xemaia, etc. Entre els peixos hi ha depredadors - la lucioperca i l'esturió. El fitoplàncton i el bentos estan més desenvolupats. El fitoplàncton està format per diatomees, peridinium i algues cianobactèries. Al fons del mar hi ha una gran quantitat dels mol·luscs, els representants principals dels quals són escopinyes, nereis i musclos. És una important font d'alimentació per als peixos. A les aigües costaneres hi ha dofins.

## Economia
Berdiansk és un important centre industrial en el mar d'Azov. La ciutat té al voltant de 20 diferents indústries, als sectors de la metal·lúrgia, alimentació, petroquímica i enginyeria. Les més grans són:
- "Azmol" (Olis i greixos d'Azov)
- Azovkabel
- Azovhidromaix
- «Fàbrica Berdiansk de maquinària agrícola»
- Capçaleres Berdiansk

El volum de producció industrial (treballs, serveis) en xifres brutes (sense IVA) en l'any 2011 va ascendir a 1.632.400.000 de dòlars, la qual representa un 123,0% del nivell del 2010.

## Història
Hi ha evidències arqueològica que en l'antiguitat, al territori de l'actual Berdiansk hi vivia gent. Als afores de la ciutat moderna, a la zona del Dolç Liman i el Mig Xpil s'han identificat i estudiat les restes de dos assentaments del Neolític i l'edat del bronze (mil·lenni III aC. E.). La informació escrita més antiga sobre aquesta zona es remunta al segle v aC, quan el territori de l'actual nord de l'Azov és descrit per Estrabó, Plini el Vell i Heròdot. En diverses ocasions, l'àrea fou coneguda com a Ahria ("excés", "ric"), camp salvatges, Berdi ("ric"). Al segle vi aC en el territori de Berdiansk, com al territori del Dnièper, hi van arribar tribus àries - els escites. Això s'evidencia per una sèrie de troballes en el període escita de Berdiansk. Així per exemple, els túmuls funeraris dels reis i nobles escites, que ens donen una idea de la riquesa dels escites, que vivien a la zona. L'enterrament més significatiu és el d'un rei escita, Atees (Ateia, llatí Atheas). Anteriorment, els científics havien dit que va ser enterrat al turó Txortomlik, però els arqueòlegs del Museu d'Història Natural de Berediansk han demostrat que es va enterrar al turó de Berdiansk.
Prop de la desembocadura del riu Berda, a la dècada del 70 del segle xviii s'hi va erigir la Fortalesa de Pere per protegir-se contra els tàrtars de Crimea. La riba dreta del Berda va passar a mans de Rússia el 1783, després de l'annexió del Kanat de Crimea a Rússia. A finals del segle xviii es va començar a poblar la zona rural de Berdiansk. En 1784 es va formar l'Óblast de Tàurida, que el 1802 es va transformar en la gubèrnia de Tàurida.
Poblada la terra d'immigrants de Rússia central, el govern tsarista va atreure immigrants estrangers, principalment alemanys de Baviera. Se'ls van repartir terres i van rebre exempció d'impostos durant 30 anys. Així, a principis del segle xix, el territori estava habitat per servents, propietaris de terres, camperols estatals, colons alemanys i nogais. El nombre més gran de poblacions era nogai tenien. A poc a poc van començar a canviar a un estil de vida més sedentari, es van comprometre en l'agricultura, el comerç, i van tenir èxit a l'hora d'establir el mercat que la ciutat necessitava.
A més, a principis del segle xix, els interessos econòmics de l'Imperi Rus exigiren la construcció de port en la costa del mar d'Azov per l'exportació de blat fora de la zona de l'Azov i el marge esquerre d'Ucraïna.
Projectada originalment pel comte Jacob de Maison el 1817, el lloc per a la ciutat fou triat pel riu Obititxna. Al mateix any, el comte Richelieu va decidir construir un amarrador. La construcció va començar a la desembocadura del riu Obititxna, on van fer la ciutat el nogai (actualment Primorsk). No obstant això, aviat es va fer evident que la tria de l'indret per al port es va fer malament.
En 1824, el comte Mikhaïl Vorontsov, nomenat de nou governador general, va proposar a l'almirall Aleksei Greig d'equipar una expedició, comandada pel capità de fragata i geodesista Mikhaïl Manganari, d'origen cretenc, el qual havia de trobar un lloc adequat per construir el nou port al nor del Mar d'Azov. En la freda i ventosa tardor del 1824 el capità cretenc, en un informe oficial adreçat a Vorontsov, va escriure: "la llengua de Berdiansk supera molt per qualitat la d'Obitotxnat, i s'hi pot obtenir construir un port, que altrament es faria a Sebastòpol aterrant ..." El 3 de novembre del 1827 es va emetre un certificat que dissociava la terra de la dàrsena de la ciutat. Aquell dia es considera el de la data de fundació de la ciutat. El mateix any, a la costa del golf de Berdiansk es va construir l'embarcador i va créixer un petit poble anomenat Kutur-Ogli, que va donar origen a la futura ciutat.
En una selecció de llocs amb benefici aparent per al port de Berdiansk, aquest va convèncer l'emperador Nicolau I, que visità personalment l'Azov els dis 20-21 d'octubre de 1828, en passar de Mariúpol a Crimea
L'1 de juliol de 1830 es va celebrar la inauguració oficial del moll. L'assentament es va anomenar Nova-Nogaisk i en 1835 se li va concedir l'estatut de ciutat. En 1836 es va completar la construcció del port. Per augmentar la seguretat de la navegació en 1838, es va construir un far. La població de la ciutat en 1838 era de 3.200 habitants.
L'1 de gener de 1841 per decret especial del tsar Nicolau I, la ciutat va passar a anomenar-se Berdiansk. En 1842 es va convertir en el centre del districte de Berdyansk. El nom "Berdiansk" es deriva del nom del riu Berda que desemboca al mar, no gaire lluny de la ciutat. Entre 1939 i 1958, la ciutat fou coneguda com a Ossipenko, pel nom de l'aviadora i Heroïna de la Unió Soviètica Polina Ossipenko. Aquest nom ara és utilitzat pel poble proper d'Ossipenko, on va néixer Polina Ossipenko.
La ciutat es va desenvolupar i va créixer. Abans del segle xx, a la ciutat hi vivien, segons el cens de 1897, 26.500 persones d'ambdós sexes - gairebé per igual homes i dones. La ciutat comptava amb vora una dotzena d'esglésies ortodoxes, dues sinagogues jueves, una kenassa caraïta, gimnasos masculins i femenins, aules nàutiques, escoles urbanes i algunes institucions de crèdit.
El 1902, a cinc quilòmetres del centre de Berdiansk es van construir banys de fang de fusta, que estaven "sota la supervisió del senyor governador de la Tàurida i el departament mèdic de l'administració provincial de la Tàurida".
Els anys 30 van marcar l'inici de la gran industrialització de la ciutat. Pels volts del 1940 a Berdiansk hi havia 20 sanatoris i cases de repòs, 12 clubs, 7 teatres i 4 parcs.
Durant la Gran Guerra Pàtria, del 7 d'octubre de 1941 al 17 de setembre de 1943 la ciutat va ser ocupada per les tropes alemanyes.
Els anys 70 i 80 marquen l'època de la planificació urbana activa. Es van construir habitatges, un hotel de 14 plantes, botigues, centres d'esbarjo, escoles secundàries i jardins d'infants, museus, centres turístics, i un altre complex hospitalari.
El sector turístic de la ciutat després de la independència d'Ucraïna ha estat marcat repetidament avaluacions positives al més alt nivell, i en 2005 a Berdiansk se li va concedir l'estatus de localitat d'importància nacional.
El 2014, enmig de la insurgència al Donbass, uns desconeguts van disparar dues granades propulsades per coet contra la seu local del Servei de Seguretat d'Ucraïna.
| 1860   | 1897   | 1926   | 1939   | 1959   | 1970    | 2001    | 2016    |
| ------ | ------ | ------ | ------ | ------ | ------- | ------- | ------- |
| 10 100 | 26 500 | 26 400 | 52 000 | 65 000 | 100 000 | 121 000 | 114 205 |

## Residents notables
- Ievguénia Rúdneva. (1920-1944), aviadora de l'exèrcit.
- Olga Kurylenko, model, actriu i noia Bond a Quantum of Solace. Va néixer i es va criar a Berdiansk.
- Polina Ossipenko, Heroïna de la Unió Soviètica, va néixer al proper poble d'Ossipenko. Fou una aviadora militar que va establir diversos rècords mundials de vol incloent el vol sense escales més llarg mai completat per una dona el 1938.
- Waldemar Haffkine (1860-1930), metge molt conegut. Va crear la primera vacuna eficaç contra el còlera. També va fer una gran contribució a la lluita contra la pesta bubònica que va involucrar Bombai (Índia) el 1898
- Issaak Brodski (1883-1939), pintor, professor i organitzador de l'educació artística als anys 1930. Fou artista emèrit de la República Socialista Federativa Soviètica de Rússia i membre de la Unió d'Artistes Russos
- Joel Engel (1868-1927), compositor, professor i organitzador, un dels fundadors del moviment musical de l'art jueu.
- Mikhaïl Voskressenski (1935), pianista, Artista del Poble de Rússia, professor al Conservatori Estatal de Moscou
- Lídia Txernixeva (1912-1975), ballarina de ballet, Artista del Poble de l'URSS
- Tatiana Nazarova (1960), Artista del Poble d'Ucraïna i Rússia, primera actriu de L'Acadèmia Nacional de Teatre Dramàtic Rus Lèssia Ukraïnka (Kíev)
- Tatiana Prorotxenko (1952), atleta que va competir principalment en els 400 metres, campiona olímpica (en 1976 i 1980)
- Vitali Papazov (1980), campió (el 2002) i posseïdor del rècord mundial en powerlifting
- Roman Sevasteev (1969), atleta d'halterofília
- Peter Jansen, (1852-1923) nadiu de Berdiansk, polític i ranxer de Nebraska
- Igor Abakoumov, ex-ciclista professional naturalitzat belga

## Relacions internacionals

### Ciutats agermanades
Berdiansk està agermanada amb:
- Bielsko-Biała a Polònia[4]
- Iambol a Bulgària[5]
- La Sanha a França